# Jordi Sánchez Ribas
Jordi Sánchez Ribas (Barcelona, 11 de noviembre de 1994), más conocido como Jordi Sánchez, es un futbolista español que juega como delantero en el Hokkaido Consadole Sapporo de la J2 League.

## Carrera
Se formó en la cantera del C. F. Badalona y con 19 años recaló el Valencia C. F. En la temporada 2016-17 llegó a la final por el ascenso de categoría con el Valencia Mestalla. En este equipo estuvo dos temporadas en las que logró 17 goles en los 66 partidos que disputó, además de ser el capitán en la segunda de ellas. También llegó a jugar un amistoso con el primer equipo frente al C. D. Alcoyano.
En julio de 2018 cerró un compromiso por tres temporadas con el C. D. Numancia, teniendo la oportunidad de jugar en la Segunda División. En los primeros meses en este equipo marcó un gol en siete partidos, siendo cedido en la segunda parte de la campaña a la Unión Deportiva Ibiza. El curso siguiente volvió a ser prestado y regresó al Valencia Mestalla.
El 27 de agosto de 2020 firmó por el Club Deportivo Castellón por dos temporadas. En las filas del conjunto albinegro estuvo cinco meses antes de ser cedido en enero de 2021 al UCAM Murcia C. F. hasta el final de la temporada. En las filas del conjunto universitario marcaría 4 goles en los 12 encuentros que jugó.
El 21 de junio de 2021 fichó por el Albacete Balompié. El 11 de junio de 2022 el conjunto manchego logró el ascenso a la Segunda División, tras vencer en la final del play-off por el ascenso al Real Club Deportivo de La Coruña por un gol a dos en el Estadio de Riazor, gracias a su tanto en la prórroga. Once días después renovó su contrato por un año más, pero antes de acabar el mes el club comunicó que finalmente no seguiría.
El 1 de julio aterrizó en Polonia, y al día siguiente se hizo oficial su incorporación al Widzew Łódź. Estuvo dos temporadas en el club en las que marcó 19 goles en 65 partidos entre la Ekstraklasa y la Copa de Polonia. Se marchó en julio de 2024 para jugar en el Hokkaido Consadole Sapporo japonés.

## Clubes
| Club                             | País    | Año       |
| -------------------------------- | ------- | --------- |
| C. F. Badalona                   | España  | 2012-2013 |
| C. D. Masnou (cedido)            | España  | 2013-2014 |
| U. E. Vilassar de Mar            | España  | 2014-2015 |
| A. E. Prat                       | España  | 2015-2016 |
| Valencia C. F. Mestalla          | España  | 2016-2018 |
| C. D. Numancia                   | España  | 2018-2020 |
| U. D. Ibiza (cedido)             | España  | 2019      |
| Valencia C. F. Mestalla (cedido) | España  | 2019-2020 |
| C. D. Castellón                  | España  | 2020-2021 |
| UCAM Murcia C. F. (cedido)       | España  | 2021      |
| Albacete Balompié                | España  | 2021-2022 |
| Widzew Łódź                      | Polonia | 2022-2024 |
| Hokkaido Consadole Sapporo       | Japón   | 2024-     |